# Крејгавон
Крејгавон (енгл. Craigavon) је град у Уједињеном Краљевству у Северној Ирској. Према процени из 2007. у граду је живело 60.199 становника.

## Становништво
Према процени, у граду је 2007. живело 60.199 становника.
| 1981.  | 1991.  | 2001.  |
| ------ | ------ | ------ |
| 52,519 | 53,434 | 57,685 |